# Hardy Bouillon
Hardy Bouillon, ur. 29 września 1960 r. w Trewirze, jest niemieckim filozofem biznesu i konsultantem biznesowym.

## Życiorys
Bouillon studiował historię sztuki i filozofię na Uniwersytecie w Trewirze. Na tej samej uczelni uzyskał doktorat (w 1988 r.) oraz habilitację (w 1995 r.) w dziedzinie filozofii politycznej. W 2008 roku otrzymał tytuł profesora na swojej alma mater. W semestrze letnim 2004 r. był profesorem wizytującym na Uniwersytecie Ekonomicznym w Pradze. Od semestru letniego 2007 r. do semestru letniego 2009 r. był profesorem wizytującym na Uniwersytecie w Duisburg-Essen. W semestrze letnim 2009 r. był również profesorem wizytującym w Instytucie Friedricha A. v. Hayka Uniwersytetu Ekonomicznego i Zarządzania w Wiedniu. W semestrze letnim 2013 roku był profesorem zastępczym we Frankfurckiej Szkole Finansów i Zarządzania. Jest również wykładowcą na prywatnym uniwersytecie SMC University (dawniej Swiss Management Center) w Wiedniu. Jest także ekspertem Liechtenstein Academy. 
Pisał dla magazynu Novo, Schweizer Monat i jest członkiem redakcji libertariańskiego miesięcznika eigentümlich frei. Jest również członkiem Stowarzyszenia Mont Pelerin (od 1992 r.), Niemieckiego Towarzystwa Filozoficznego (od 1993 r.) oraz rady nadzorczej Stowarzyszenia Przedsiębiorców Samozatrudnionych (Arbeitsgemeinschaft Selbständiger Unternehmer). Ponadto Bouillon prowadzi w Trewirze firmę doradczą w zakresie zarządzania "Public Partners".

## Nagrody
- 1992: Olive W. Garvey Fellowship Award

## Wybór twórczości
- red.: Wissenschaftstheorie und Wissenschaften. Festschrift für Gerard Radnitzky aus Anlass seines 70. Geburtstages. Duncker & Humblot, Berlin 1991
- red.: Ordnungstheorie und Ordnungspolitik. Springer, Berlin 1991
- Ordnung, Evolution und Erkenntnis. Hayeks Sozialphilosophie und ihre erkenntnistheoretische Grundlage. Mohr, Tübingen 1991
- red.: Die ungewisse Zukunft der Universität. Folgen und Auswege aus der Bildungskatastrophe. Duncker & Humblot, Berlin 1991
- red. razem z Gerard Radnitzky: Government: Servant or Master? Posnan Studies in the Philosophie of the Sciences and the Humanities, Vol. 30, Poznań 1993
- Freiheit, Liberalismus und Wohlfahrtsstaat. Eine analytische Untersuchung zur individuellen Freiheit im klassischen Liberalismus und im Wohlfahrtsstaat. Nomos-Verlags-Gesellschaft, Baden-Baden 1997
- John Locke. Academia-Verlag, Sankt Augustin 1997
- Erfolg durch Fair Play. Warum sich Fairness im Business lohnt. Signum, Wien 1998
- Zielgerichtet zum Erfolg. So erreichen Sie im Beruf, was Sie wollen. mvg Verlag, Landsberg am Lech 2000
- Wirtschaft, Ethik und Gerechtigkeit. Buchausgabe.de, Flörsheim 2010
- Business Ethics and the Austrian Tradition in Economics, Taylor & Francis, 2011
- red. razem z Hartmut Kliemt: Ordered Anarchy: Jasay and his Surroundings, Ashgate Publishing, Ltd., 2012
- red.: Philosophie der freien Gesellschaft. Ein Karl-Popper-Brevier. Verlag Neue Zürcher Zeitung, Zürich 2013

Hardy Bouillon redaguje także serię Hayek-Schriftenreihe zum Klassischen Liberalismus (Seria "Hayek" o klasycznym liberalizmie) dla wydawnictwa Duncker & Humblot.